# Wyssachen
Wyssachen (toponimo tedesco; fino al 1908 ufficialmente Wyssachengraben, informalmente anche Grabengemeinde) è un comune svizzero di 1 161 abitanti del Canton Berna, nella regione dell'Emmental-Alta Argovia (circondario dell'Alta Argovia).

## Storia
Il comune di Wyssachen è stato istituito nel 1847 per scorporo da quello di Eriswil; nel 1888-1889 le località di Neulingen e Schwendi, fino ad allora frazioni di Wyssachen, furono assegnate a Eriswil.

## Monumenti e luoghi d'interesse

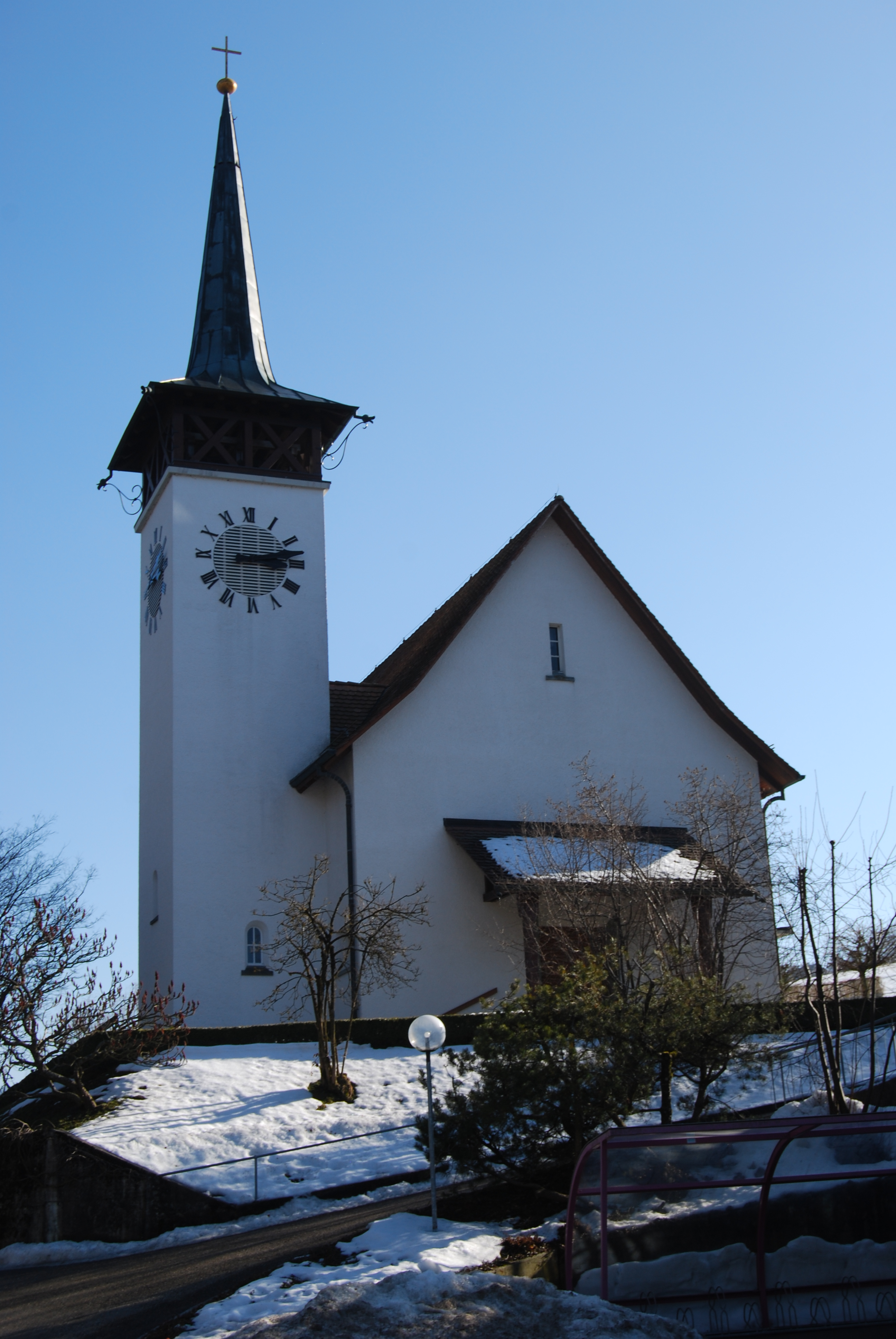
La chiesa riformata

- Chiesa riformata, eretta nel 1946[1].

## Società

### Evoluzione demografica
L'evoluzione demografica è riportata nella seguente tabella:
Abitanti censiti

## Amministrazione
Ogni famiglia originaria del luogo fa parte del cosiddetto comune patriziale e ha la responsabilità della manutenzione di ogni bene ricadente all'interno dei confini del comune.